# Titanidiops melloleitaoi
Espèce
Titanidiops melloleitaoi est une espèce d'araignées mygalomorphes de la famille des Idiopidae.

## Distribution
Cette espèce est endémique du comté de Kwale au Kenya,. Elle se rencontre  vers Mackinnon Road.

## Description
La femelle holotype mesure 25 mm.

## Systématique et taxinomie
Cette espèce a été décrite par Caporiacco en 1949.

## Étymologie
Cette espèce est nommée en l'honneur de Cândido Firmino de Mello-Leitão.

## Publication originale
- Caporiacco, 1949 : « Aracnidi della colonia del Kenya raccolti da Toschi e Meneghetti negli anni 1944-1946. » Commentationes Pontificae Academiae Scientiarum, vol. 13, p. 309-492.